# GForge
GForge es un software libre, basado en la web, para la gestión colaborativa de proyectos de software creada originalmente para SourceForge llamado Savane. GForge está licenciado bajo la GPL (General Public License).
GForge brinda alojamiento de proyectos, control de versiones (CVS y Subversion), seguimiento de fallos y mensajería.
En febrero de 2009, algunos de los desarrolladores de GForge continuaron el desarrollo del código abierto anterior bajo el nuevo nombre de FusionForge después de que GForge Group se enfocara en GForge Advanced Server.

## Su historia y división
En 1999, VA Linux contrató cuatro desarrolladores, entre ellos a Tim Perdue, para desarrollar el servicio de SourceForge.net a fin de fomentar el desarrollo y apoyar a la comunidad de desarrolladores de código abierto. Los servicios de SourceForge.net fueron ofrecidos gratuitamente a todo equipo de proyecto de código abierto. Tras el lanzamiento de SourceForge, el 17 de noviembre de 1999, la comunidad de software libre rápidamente tomó ventaja de SourceForge.net y tanto el tráfico como los usuarios crecieron rápidamente.
Como otro servicio web competitivo, "Server 51" fue puesto a punto para su lanzamiento, VA Linux liberó el código fuente para el sitio web de SourceForge.net el 14 de enero de 2000 como una estrategia de marketing para mostrar que SourceForge era "más código abierto". Muchas compañías comenzaron a instalarlo y usarlo ellas mismas, y a contactar a VA Linux para servicios profesionales de configuración y uso del software. Sin embargo, sus precios no fueron realistas y tuvieron pocos clientes. En el año 2001, el negocio de hardware linux de la compañía colapsó en el estallido de la burbuja puntocom. La compañía fue renombrada a VA Software y llamó a su código cerrado "SourceForge Enterprise Edition" para tratar de forzar a algunas grandes compañías a comprar licencias. Esto generó objeciones de los miembros de la comunidad de código abierto.
VA Software entonces manifestó que el nuevo código liberado sería abierto hasta cierto punto, pero nunca sucedió.
Tiempo después, en el 2002, Tim Perdue dejó VA y comenzó el proyecto GForge basado en el código abierto de la versión 2.6 y se unió a la bifurcación debian-sf, mantenida previamente por Roland Mas y Christian Bayle, dentro del proyecto.
En febrero del año 2009, la rama GPL de GForge fue bifurcada a FusionForge en un nuevo esfuerzo de Mas, Bayle y otros para revivir la base del código GPL descuidado y unir un cierto número de otras bifurcaciones de GForge en un solo proyecto.
Poco tiempo después del lanzamiento de FusionForge.org, el sitio GForge.org cambió de GForge GPL (4.x) a GForge AS (5.x) e incrementó el interés en apoyar a GForge AS. Este cambio, como una respuesta formal a la bifurcación de FusionForge, se cree que indica el final de la rama GPL de GForge.

## GForge Advanced Server
Una nueva versión de GForge, apodada como GForge Advanced Server (abreviado como GForge AS) fue reescrita desde cero basado en nuevos conceptos UML. Su primera liberación pública fue el 21 de junio de 2006. A diferencia de las versiones anteriores de GForge, este último no es código abierto aunque puede usarse libremente (con ciertas restricciones en los límites de los proyectos). GForge AS también está escrito en PHP, pero encriptado con ionCube para evitar que pueda leerse el código fuente. Continúa usando PostgreSQL como su motor de base de datos con soporte opcional para Oracle y MySQL. Para incrementar la funcionalidad de desarrollo, fueron añadidos plugins para el IDE de Eclipse como también para Microsoft Visual Studio (sólo para clientes y sin opción de prueba), otras herramientas relacionadas, Workflow process management para manejar haciendo uso del ciclo de vida de todo el ciclo de vida del software desde su inicio, seguimiento de fallos y la citación mejorada de nuevas versiones.

## Instalaciones
Es difícil determinar con exactitud qué sitios ejecutan la versión de código abierto o código cerrado de GForge. Las siguientes apreciaciones fueron hechas el 15 de febrero de 2010 basado en el aspecto y experiencia de los sitios.
- LuaForge - para la comunidad Lua (GForge 4.x libre)
- RubyForge - para la comunidad Ruby (GForge 4.x libre)
- AVOIR Forge - para el proyecto African Virtual Open Initiatives and Resources (GForge 4.x libre)
- CakeForge - para la comunidad CakePHP (GForge 4 libre)
- GForge.org - el sitio web mismo del proyecto GForge (GForge AS 5.x propietario)
- The Helix Community - para los proyectos relacionados con Helix (versión desconocida)
- JoomlaCode.org - para los proyectos relacionados con Joomla (GForge AS 5.x propietario)
- OSP - para los proyectos de software de código abierto (versión desconocida, no parece ser GForge)
- ourproject.org - para los proyectos relacionados con ourproject.org (GForge 4.x libre)
- qe-forge - para software libre relacionado con Física de partículas y Química cuántica (GForge AS 5.x Community Edition)